# Joseph Bernard (homme politique, 1745-1816)
Pour les articles homonymes, voir Joseph Bernard et Bernard.
Joseph Bernard, né le 28 juillet 1745 à Ugny-sur-Meuse (Meuse) et mort le 7 août 1816 dans le même village, est un homme politique français.

## Mmandats
- 8 septembre 1791 - 20 septembre 1792 : député de la Meuse

## Sources
- « Joseph Bernard (homme politique, 1745-1816) », dans Adolphe Robert et Gaston Cougny, Dictionnaire des parlementaires français, Edgar Bourloton, 1889-1891 [détail de l’édition]